# Frédéric Bessy
Frédéric Bessy (Villefranche-sur-Saône, 9 gennaio 1972) è un ex ciclista su strada francese, professionista dal 1996 al 2007.

## Palmarès

### Strada
- 1993 (Dilettante)

Tour du Beaujolais
- 1995 (VC Lyon - Vaulx-en-Velin)

Boucles du Tarn
Grand Prix de Cours-la-Ville
- 1998 (Casino, una vittoria)

Mi-août en Bretagne
- 2004 (Cofidis, una vittoria)

Gran Premio di Lugano

#### Altri successi
- 1997 (Casino)

5ª tappa Tour de France (Verdun > Bar-le-Duc, cronosquadre)
- 2004 (Cofidis)

Classifica scalatori La Route du Sud Cycliste

## Piazzamenti

### Grandi Giri
- Giro d'Italia

1998: 79º
2007: 66º
- Tour de France

1999: 42º
2001: 119º
2002: 67º
2004: non partito (3ª tappa)
2005: 129º
- Vuelta a España

1996: ritirato
1997: 70º
1998: 43º
2000: ritirato (11ª tappa)
2006: 41º

### Classiche monumento
- Milano-Sanremo

1999: 135º
2002: 92º
- Liegi-Bastogne-Liegi

1997: ritirato
1999: ritirato
2001: 91º
2002: 89º
2003: 87º
2006: ritirato
- Giro di Lombardia

1997: 53º
1998: ritirato
1999: ritirato
2004: 59º

### Competizioni mondiali
- Campionati del mondo

Lisbona 2001 - In linea Elite: 68º
Hamilton 2003 - In linea Elite: 107º